# Passeport nord-coréen
Le passeport nord-coréen est un document de voyage international délivré aux ressortissants nord-coréens, et qui peut aussi servir de preuve de la citoyenneté nord-coréenne.

## Liste des pays sans visa ou visa à l'arrivée

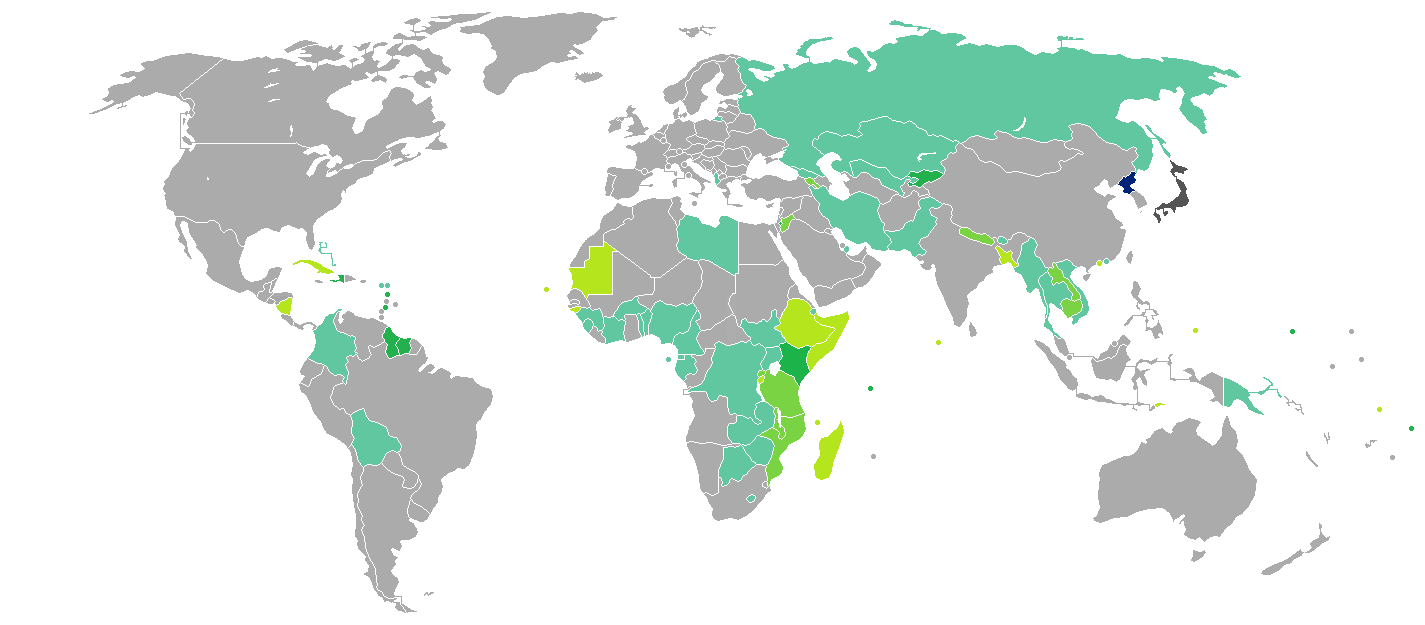
Corée du Nord
Sans visa
Visa à l'arrivée / eVisa
Visa nécessaire